# نظام المعلومات المحاسبية

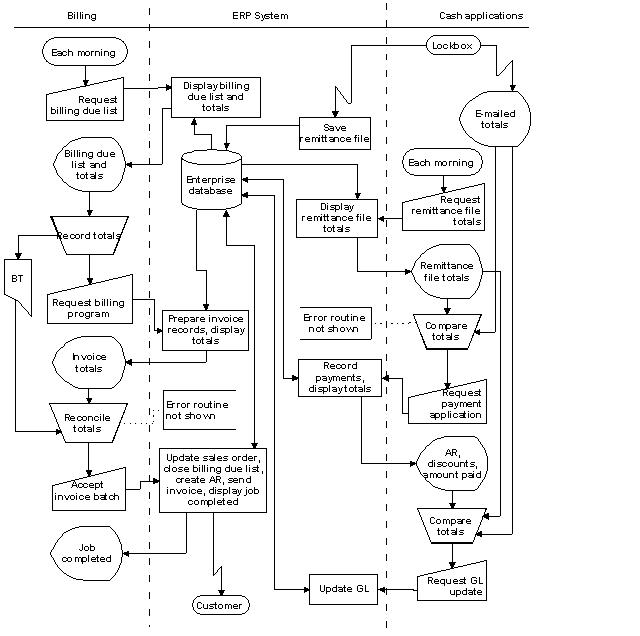
رسم يوضح تدفق البيانات في انظمة المعلومات المحاسبية

نظام المعلومات المحاسبية (بالإنجليزية: Accounting as an information system، واختصارًا: AIS)، هو نظام لجمع وتخزين ومعالجة البيانات المالية والمحاسبية التي يستخدمها صناع القرار. يعد نظام المعلومات المحاسبية عمومًا طريقة تعتمد على الكمبيوتر لتتبع النشاط المحاسبي جنبًا إلى جنب مع موارد تكنولوجيا المعلومات. يمكن استخدام التقارير المالية داخليًا من قبل الإدارة أو خارجيًا من قبل أطراف معنية أخرى بما في ذلك المستثمرين والدائنين والسلطات الضريبية. صُمِّمَت أنظمة المعلومات المحاسبية لدعم جميع وظائف وأنشطة المحاسبة بما في ذلك التدقيق والمحاسبة المالية وإعداد التقارير والمحاسبة الإدارية/الضريبية. تعتبر نظم المعلومات المحاسبية وحدات لتدقيق وإعداد التقارير المالية.

## التاريخ
تستند المحاسبة تقليديًا استنادًا بحتًا على النهج اليدوي؛ فخبرة ومهارة المحاسب أمران حاسمان في العمليات المحاسبية. ومع ذلك، قد يكون استخدام الطريقة اليدوية في المحاسبة غير فعال وغير ناجعة، وفي هذا الشأن، حلت نظم المعلومات المحاسبية العديد من القضايا المذكورة أعلاه. يمكن أن تدعم أنظمة المعلومات المحاسبية التشغيل الآلي لمعالجة كمية كبيرة من البيانات، كما يمكن استخدامها لإنتاج المعلومات المطلوبة بدقة وفي الوقت المناسب.
صُمِّمَت أنظمة المعلومات المحاسبية الأولى لأداء مهمات بسيطة كصرف الرواتب في السبعينيات من القرن الماضي. طُوِّرَت في البداية أنظمة المعلومات المحاسبية لمعالجة القضايا الداخلية عند عدم توفر حلول مغلفة (هي برامج أو خدمات مصممة لأداء مهمات محددة) لدى الشركة. كانت مثل هذه الحلول غير عملية بسبب تكلفة تطويرها وصعوبة صيانتها. ولهذا السبب، فضّل العديد من ممارسي المحاسبة استخدام الطريقة اليدوية بدلًا من استخدام الكمبيوتر. تُباع اليوم أنظمة المعلومات المحاسبية كحزم برامج مسبقة الصنع من كبار الموردين -مثل مايكروسوفت ومجموعة سيج وساب إس إي وشركة أوراكل- حيث تُصَمَّم هذه الحزم وتُبرمج لتتوافق مع العمليات التجارية الخاصة بالمؤسسة. تستخدم الشركات الصغيرة في معظم الحالات حزم برامج محاسبة منخفضة التكلفة مثل تولي إي آر بي 9 ومايوب وكويك بوكس، بينما تختار المنظمات الكبيرة غالبًا أنظمة إي آر بي. ومع زيادة الحاجة إلى الاتصال والتوحيد بين أنظمة الأعمال الأخرى، دُمِجت أنظمة المعلومات المحاسبية مع أنظمة أكبر وأكثر مركزية تعرف باسم تخطيط موارد المؤسسة (ERP). فمع وجود تطبيقات منفصلة لإدارة وظائف الأعمال المختلفة، كان على المؤسسات تطوير واجهات معقدة لأنظمة التواصل مع بعضها البعض. بينما في نظام إي آر بي يُصمَّم نظام المعلومات المحاسبية كوحدة متكاملة في مجموعة من التطبيقات التي تشمل التصنيع وسلسلة التوريد والموارد البشرية. تُدمَج هذه الوحدات معًا وتكون قادرة على الوصول إلى نفس البيانات وتنفيذ عمليات الأعمال المعقدة. وبذلك، أصبحت أنظمة المعلومات المحاسبية المستندة إلى السحابة الإلكترونية اليوم مستخدمة بشكل متزايد من قبل الشركات الصغيرة والمتوسطة والمؤسسات الكبيرة بتكاليف أقل. ومع تبني أنظمة المعلومات المحاسبية، تخلصت العديد من الشركات عن أعمال المحاسبة التشغيلية والتعاملية منخفضة المهارة.

## مثال على العمارة
تتبع نظم المعلومات المحاسبية عادةً بنية متعددة الطبقات (عمارة متعددة الطبقات) تنفصل فيها واجهة الاستخدام عن إدارة البيانات والعمليات التي يقوم بها التطبيق في طبقات منفصلة. تدير طبقة واجهة الاستخدام المعروضة كيفية عرض المعلومات من قبل المستخدمين الوظيفيين للنظام (من خلال الأجهزة المحمولة أو متصفحات الويب أو تطبيق العميل). يكون النظام بأكمله مدعومًا بقاعدة بيانات مركزية تخزن جميع البيانات، ويمكن أن يشمل ذلك بيانات المعاملات التي أُنشِئَت من العمليات التجارية الأساسية (الشراء، المخزون، المحاسبة) أو البيانات الرئيسية الثابتة التي يتم الرجوع إليها عند معالجة البيانات (سجلات حساب الموظف والعميل وإعدادات التكوين). تُجمع البيانات عند إتمام المعاملات من أحداث الأعمال وتُخزَّن في قاعدة بيانات النظام، حيث يمكن استعادتها ومعالجتها لصياغة معلومات تفيد في اتخاذ القرارات المناسبة. تقوم طبقة التطبيق باسترداد البيانات الأولية الموجودة في طبقة قاعدة بيانات السجل، لتعالجها استنادًا إلى منطق العمل المكوّن وتمررها إلى طبقة واجهة الاستخدام لعرضها على المستخدمين. على سبيل المثال: قسم حسابات الدفع عند معالجة فاتورة ما، حيث يقوم كاتب حسابات الدفع الذي يستخدم نظام المعلومات المحاسبية بإدخال الفاتورة التي يقدمها البائع إلى النظام لتُخزَّن في قاعدة البيانات، وعند استلام البضائع من البائع، يتم إنشاء إيصال بذلك ويُدخَل هذا الإيصال بعدها في نظام المعلومات المحاسبية أيضًا. وقبل أن تُدفَع الحسابات مستحقة الدفع للبائع، تقوم طبقة معالجة الطلبات في النظام بإجراء مطابقة ثلاثية، حيث تُطابق تلقائيًا المبالغ المدرجة في الفاتورة ومبالغ الإيصال وأمر الشراء الأولي. يُرسَل بريد إلكتروني بمجرد اكتمال المطابقة إلى مدير حسابات الدائنين للموافقة. ومن هنا، يمكن إنشاء القسيمة ليتمكن البائع من الحصول على مستحقاته في النهاية.

## المزايا والآثار
تقوم نظم المعلومات المحاسبية المستندة إلى الكمبيوتر بأتمتة وتبسيط التقارير وتطوير النماذج المتقدمة ودعم استخراج البيانات، وهذا من المزايا المهمة لها. يعتبر إعداد التقارير أداة رئيسية ومحورية للمؤسسات لمعرفة المعلومات الموجزة المستخدمة في اتخاذ القرارات وإعداد التقارير المالية في الوقت المناسب. يقوم نظام المعلومات المحاسبية بسحب البيانات من قاعدة البيانات المركزية، ثم يقوم بمعالجتها وتحويلها ليُنشِئ في نهاية المطاف ملخص من المعلومات القابلة للتحليل والاستخدام بواسطة محللي الأعمال أو المدراء أو صناع القرار الآخرين. يجب أن تضمن هذه الأنظمة إصدار التقارير في الوقت المناسب كي لا يعمل صناع القرار بناءً على المعلومات القديمة، كما يجب أن يكون صنا القرار قادرين على التصرف بسرعة وفعالية بناءً على نتائج التقارير. يعتبر الدمج أحد السمات المميزة لإعداد التقارير، إذ لا يتعين على الأشخاص الاطلاع على عدد كبير من المعاملات، وإنما فقط التقرير الموجز. على سبيل المثال: يقوم المحاسب المالي في نهاية الشهر بتوحيد جميع القسائم المدفوعة عن طريق استخدامه ميزة التقرير على النظام. توفر طبقة تطبيق النظام تقريرًا بالمبلغ الإجمالي المدفوع لبائعيها لشهر محدد ما. يمكن أن يستغرق إعداد التقارير باستخدام نظم المعلومات المحاسبية أيام أو أسابيع، وذلك في حالة الشركات الكبيرة التي تستخدم كميات كبيرة وهائلة من البيانات والمعاملات.
تركز العمل على تنفيذ الشركات العامة لتطبيق ضوابط داخلية قوية في نظمها القائمة على المعاملات، وذلك بعد موجة من الفضائح التي طالت عدد من الشركات الكبيرة مثل تيكو انترناشونال وإنرون وورلد كوم. تحول هذا إلى قانون بعد اعتماد قانون ساربينز أوكسلي لعام 2002 الذي ينص على أنه يتعين على الشركات إنشاء تقرير للرقابة الداخلية يوضح من هو المسؤول عن هيكل الرقابة الداخلية للمنظمة ويحدد الفعالية العامة لهذه الضوابط. ونظرًا لأن معظم هذه الفضائح كانت متجذرة في الممارسات المحاسبية للشركات، ركز قانون ساربينز أوكسلي على أنظمة المعلومات المحاسبية القائمة على الكمبيوتر. يقوم بائعو أنظمة المعلومات المحاسبية اليوم بوصف ميزات الإدارة وتدبير المخاطر والمطاوعة لضمان أن تكون العمليات التجارية قوية ومحمية وأن تكون أصول المنظمة (بما في ذلك البيانات) آمنة.